# Andrea Komšić
Andrea Komšić (Kiseljak, 4 maggio 1996) è un'ex sciatrice alpina croata.

## Biografia

### Stagioni 2012-2017
Attiva dall'aprile del 2012, la Komšić gareggia prevalentemente in Nor-Am Cup, dove ha esordito il 26 novembre 2012 a Loveland in slalom speciale (21ª). Ha debuttato in Coppa del Mondo il 4 gennaio 2013 a Zagarbria Sljeme in slalom speciale, senza completare la prova, e ai Campionati mondiali a Schladming 2013, classificandosi 36ª nella discesa libera, 47ª nello slalom speciale e 31ª nella supercombinata; il 12 gennaio 2014 ha ottenuto ad Altenmarkt-Zauchensee in supercombinata il miglior piazzamento in Coppa del Mondo (37ª) e il giorno dopo ha debuttato in Coppa Europa, a Innerkrems in combinata (50ª).
Ai XXII Giochi olimpici invernali di Soči 2014, sua prima presenza olimpica, si è piazzata 35ª nello slalom gigante e 33ª nello slalom speciale; l'anno dopo ai Mondiali di Vail/Beaver Creek 2015 si è classificata 37ª nella discesa libera, 36ª nel supergigante, 44ª nello slalom gigante, 19ª nella combinata e non ha completato lo slalom speciale, mentre nella successiva rassegna iridata di Sankt Moritz 2017 si è piazzata 44ª nello slalom gigante, 28ª nello slalom speciale e 9ª nella gara a squadre.

### Stagioni 2018-2022
Ai XXIII Giochi olimpici invernali di Pyeongchang 2018 si è classificata 32ª nello slalom gigante e 31ª nello slalom speciale; nello stesso anno, il 15 dicembre 2018, ha colto a Panorama in slalom speciale il suo primo podio in Nor-Am Cup (3ª) e ai Mondiali di Åre 2019 è stata 40ª nello slalom gigante e 30ª nello slalom speciale, mentre a quelli di Cortina d'Ampezzo 2021, sua ultima presenza iridata, non ha completato né slalom gigante né lo slalom speciale.
L'anno dopo ha preso per l'ultima volta il via in Coppa del Mondo, l'11 gennaio 2022 a Schladming in slalom speciale senza completare la prova, e ai successivi XXIV Giochi olimpici invernali di Pechino 2022, sua ultima presenza olimpica, non ha completato lo slalom speciale; si è ritirata al termine di quella stessa stagione 2021-2022 e la sua ultima gara è stata lo slalom speciale dei Campionati croati 2022, disputato il 24 marzo a Zagabria Sljeme e nel quale la Komšić ha vinto la medaglia d'argento.

## Palmarès

### Coppa Europa
- Miglior piazzamento in classifica generale: 161ª nel 2021

### Nor-Am Cup
- Miglior piazzamento in classifica generale: 5ª nel 2020
- 7 podi:
  - 2 secondi posti
  - 5 terzi posti

### Campionati croati
- 6 medaglie:
  - 2 ori (slalom speciale nel 2015; slalom speciale nel 2016)
  - 1 argento (slalom speciale nel 2022)
  - 3 bronzi (slalom gigante, slalom speciale nel 2021; slalom gigante nel 2022)